# جاش داسیلوا
جاش دیسیلوا (انگلیسی: Josh Dasilva ; زاده: ۲۳ اکتبر ۱۹۹۸) یک فوتبالیست حرفه‌ای انگلیسی است که در پست هافبک در برنتفورد در لیگ برتر بازی می‌کند.

## زندگی حرفه‌ای
دیسیلوا بازی فوتبال را با باشگاه فوتبال آرسنال آغاز کرد و در سن هشت سالگی به آکادمی و تیم زیر ۲۳ سال آرسنال پیوست.
وی نخستین بازی حرفه‌ای خود را با آرسنال در ۲۰ سپتامبر ۲۰۱۷ در برابر باشگاه فوتبال دونکستر راورز در جام اتحادیه باشگاه‌های انگلستان با پیروزی ۱ بر صفر آغاز کرد.